# Alfred de Vigny
Alfred de Vigny (Loches, 27 maart 1797 – Parijs, 17 september 1863) was een Frans schrijver, toneelschrijver en dichter.

## Biografie

### Jeugd
Alfred de Vigny werd geboren te Loches (departement Indre-et-Loire) in een oude adellijke familie met een rijk militair verleden van soldaten en zeelui, die de monarchistische waarden aanhing. Vigny liep school aan het Lycée Bonaparte. Vigny was echter geen voorstander van Napoleon Bonaparte en keek verheugd uit naar zijn militaire carrière bij het begin van de Restauratie.
In 1814 ging Vigny in het leger, bij de koninklijke garde (le corps des mousquetaires) van de Franse koning Lodewijk XVIII. Het monotone garnizoenleven begon hem echter al vlug te vervelen. Daarom bezocht hij vanaf 1820 de romantische cenakels van de gebroeders Deschamps en van Victor Hugo. In 1822 publiceerde hij zijn eerste gedichtenbundel onder de titel Poèmes. In 1828 verliet hij uiteindelijk ontgoocheld het leger, niettegenstaande het feit dat hij het beroep van soldaat nog steeds hoog achtte.
Zelfs tijdens zijn militaire loopbaan had Vigny zich al tot de letteren bekeerd, onder andere met de publicatie van zijn eerste gedichtenbundel. Hij frequenteerde vaak verschillende literaire salons en was ook verbonden aan de redactie van La Muse française. Zijn tweede gedichtenbundel, die ook zijn eerder gepubliceerde gedichten uit 1822 bevatte, werd uitgegeven in 1826 onder de titel Poèmes antiques et modernes, een jaar nadat hij in het huwelijk was getreden met de Engelse Lydia Bunbury. Hetzelfde jaar als zijn bundel gedichten verschijnt ook zijn eerste roman, de historische roman Cinq-Mars, die veel succes oogstte, onder andere door de steun van de royalisten.

### Jaren van eenzaamheid en afzondering
Tijdens de Julimonarchie raakte Vigny steeds meer geïsoleerd en zonderde hij zich meer en meer af, onder andere door de ziekte van zijn vrouw en de dood van zijn moeder. Ook zijn schrijven zou pessimistischer en onrustiger van toon worden. In 1832 verscheen zijn tweede roman, Stello, dat een minder groot succes was dan zijn voorgaande. De verhalenbundel Servitude et grandeur militaires was hetzelfde lot beschoren. Zijn toneelstuk Chatterton uit 1835 was daarentegen wel een succes; de actrice Marie Dorval vertolkte er een glansrol in. Met deze Marie Dorval had Vigny een vrij stormachtige verhouding, die zijn literair werk ook zou beïnvloeden. Bij al deze gevoelscrisissen kwam nog een geloofscrisis, veroorzaakt door het lezen van Het leven van Jezus van David Strauss. Vigny ging in deze periode alsmaar somberder gedichten schrijven. Vanaf het einde van de jaren dertig van de negentiende eeuw zonderde Vigny zich meer en meer af van de wereld en verdeelde hij zijn leven tussen Parijs en zijn familielandhuis te Le Maine-Giraud in de Charente. Dit zou hem de reputatie opleveren in een "ivoren toren" te leven.
In 1845 werd Vigny verkozen tot de Académie française, waar niet iedereen hem echter met blijdschap ontving. In 1848 stelde hij zich tevergeefs kandidaat voor de Charente bij de parlementsverkiezingen. In 1853 vestigde hij zich terug te Parijs en, hoewel hij niet afkerig stond tegenover de nieuwe keizer Napoleon III, leverde hem dat weinig gunsten op. Vigny bleef een vrij eenzaam man en stelde zich boven dat wat er in de rest van de wereld gebeurde. Hij overleed in 1863 aan maagkanker, een jaar na de dood van zijn vrouw. Hij werd naast haar begraven op het Cimetière de Montmartre te Parijs.
Na Vigny's dood gaf Louis Ratisbonne diens dagboek uit de jaren 1824-1863 uit onder de titel Journal d'un poète (1867). Verder bundelde Ratisbonne ook Vigny's filosofische gedichten die deze op het einde van zijn leven had geschreven en die voor een groot deel waren verschenen in de Revue des deux mondes. Deze gedichten werden uitgebracht in 1864 onder de titel Les Destinées.
Een roman van Vigny, Daphné, geschreven in 1837, verscheen pas in 1912.

## Betekenis in de literatuur

### Gedichten
Het werk van Vigny is niet echt omvangrijk. Hij wordt het meeste herinnerd vanwege zijn twee gedichtenbundels Poèmes antiques et modernes en Les Destinées.

Zijn eerste bundel bevatte al enkele thema's die vaak in Vigny's werk naar voor komen: het verraad van grote strijders door de mensheid in Le Cor, de eenzaamheid van het genie in Moïse, het mededogen als oorsprong van de menselijke grootheid in Eloa.

Zijn bundel Les Destinées is meer filosofisch van aard en brengt ook meer de filosofische en morele denkbeelden van Vigny onder woorden. De centrale gedachte is dat de mens niet kan ontsnappen aan zijn lot (= la destinée) en dat het noodlot uit de oudheid niet is verdwenen door de komst van Christus, maar dat zij zijn blijven bestaan in de vorm van voorbeschikking en genade.
Vigny is een dichter die zeker een invloed heeft gehad in de romantiek, maar minder succes heeft gekend dan bijvoorbeeld Victor Hugo of Alfred de Musset. Hoewel zijn werk bovendien zeer beperkt is, bevat het toch elementen die  Vigny’s talent duidelijk tonen. Hij bereikt een zekere plechtstatigheid in zijn gedichten zonder ooit een overdreven grootsheid te bereiken. Hij heeft misschien niet de welbespraaktheid van Hugo of de gedurfde vrijheid van vorm van de Musset, maar toch hebben zijn gedichten, o. a. door een bijna klassieke precisie, een plaats in de annalen van de romantische dichtkunst.

### Ivoren toren
Vigny was een vrij eenzaam man die zich vaak terugtrok op zijn familiedomein in Le Maine-Giraud. Hij was meer een denker dan een dichter, die doordrongen was van pessimisme over het menselijk noodlot, getuige daarvan zijn laatste gedichtenbundel Les Destinées. Bovendien scheen hij te lijden onder zijn genie. In Stello bijvoorbeeld toonde hij aan hoe het genie steeds wordt miskend door de middelmatige elementen van de maatschappij en hoe de maatschappelijke orde nefast is voor de dichter. Het genie is daardoor gedoemd tot een solitair leven, o. a. door de onverschilligheid van de massa, de ontrouw van de vrouw (cf. zijn stukgelopen verhouding met Marie Dorval), de onverstoorbaarheid van de natuur en de stilte van God tegenover de rechtvaardigen. Deze ideeën komen tot uiting in zijn gedichten, waarbij Vigny gebruikmaakt van veel symboliek, zodanig zelfs dat sommige gedichten vrij obscuur zijn. Datzelfde symbolisme geeft echter ook een vrij modern tintje aan zijn werk en brengt hem dicht bij het werk van de existentialisten.

Ieder wezen lijdt dus en, daar elk hoger wezen ook in grotere mate lijdt, lijdt het genie dus ook in hogere mate. Vigny stelt tegenover zijn lijden een zekere berusting, die vaak uitdrukking vindt in een hautain ik.

Mede door Vigny’s terugtrekking uit het alledaagse leven, zijn vaak trotse houding in zijn werk en zijn soms obscure gedichten met filosofische inslag, plakt men op Vigny vaak het etiket van "ivoren-torenmentaliteit".

## Werk
- Le Bal (1820)
- Poèmes (1822)
- Éloa, ou La sœur des anges (1824)
- Poèmes antiques et modernes (1826)
- Cinq-Mars (1826)
- Othello (1829)
- La maréchale d'Ancre (1831)
- Stello (1832)
- Quitte pour la peur (1833)
- Servitude et grandeur militaires (1835)
- Chatterton (1835)
- Les Destinées (1864)
- Journal d'un poète (1867)
- Œuvres complètes (1883-1885)
- Daphné (1912)